# ビアンカの大冒険
『ビアンカの大冒険』（ビアンカのだいぼうけん、原題：The Rescuers）はウォルト・ディズニー・プロダクション制作のアニメ映画作品。アメリカで1977年6月22日に公開された。日本での公開は1981年12月19日。

## 解説
ウォルト・ディズニー・プロダクション創立50周年記念として制作された本作はマージェリー・シャープの小説『The Rescuers』（邦題『小さい勇士のものがたり』）と『Miss Bianca』（同『ミス・ビアンカのぼうけん』）が原作。二作の合成である為、内容は大幅に変えられている。
4年の月日をかけて参加したスタッフは合計250名。その内、アニメーターは40名となった。描いたスケッチは33万枚、14のシークエンスに個別場面1039と750の背景がある。グレン・キーンとロン・クレメンツは本作が長編アニメ初参戦。ナイン・オールドメンのミルト・カールは本作をもって引退。共同監督の一人・ジョン・ラウンズベリーは本作製作中に急死。『王様の剣』から始まった指揮・ウォルフガング、サポート・ミルト、フランク、オリー、ジョン、エリック体制の最終作となった。
主人公のビアンカとバーナードが好評だった為、13年後の1990年に続編『ビアンカの大冒険 ゴールデン・イーグルを救え!』が公開された。

## あらすじ
ネズミの国際救助救援協会ニューヨーク本部に、少女ペニーから瓶に入った助けを求める手紙が届いた。協会のメンバーであるミス・ビアンカとバーナードは、その手紙を受け、アホウドリ航空のオービルの背中に乗ってペニーを探す旅に出る。ペニーはメデューサに連れ去られ、南部湿地帯の廃外輪船に幽閉されている。メデューサの目的は、海賊の宝である「悪魔の目」という世界一大きなダイヤモンドを小柄なペニーを使って手に入れることだった。ペニーは一度は脱出をあきらめかけて、「悪魔の目」という世界一大きなダイヤモンドを探す仕事をさせられたが、ミス・ビアンカらの説得に応じて、地元のネズミたちの助けも借りて無事脱出に成功し、「悪魔の目」はスミソニアン博物館に寄贈される。ペニーには養父母が新たに現れ、そのテレビニュースをミス・ビアンカらは満足そうに眺める。そこへエビンルードが新たな救出要請を運んできて、ミス・ビアンカとバーナードは再び救出に向かうのである。

## 登場キャラクター
ミス・ビアンカ
本作品の主人公。おしゃれで好奇心旺盛なキャリアウーマンの白ネズミ。救助救援協会のメンバーでハンガリー代表。香水をつけている。ペニー救援の任務を受け、パートナーにバーナードを指名する。
※原作ではイギリス大使の息子のペット。やはり飼われていて仲のいいネコの姿が全てだと思い込み、「世界中のネコというネコが大好き」と言い放つなど、世間知らずのお嬢様だったが、「囚人友の会」からビアンカへの使者として訪問したベルナルドの懇願を受けて「友の会」の活動に参画する事になる。のちに友の会議長。
バーナード
救助救援協会で下働きをしている真面目で誠実な青年のネズミ。ビアンカとコンビを組む。縁起を担ぎ、13の数字を嫌う。オービルの飛行機も苦手で、いつも「汽車にすればよかった」と言う。態度はいつもおずおずとしているが、いざと言うときはとても勇敢な若者。
※原作ではイギリス大使館の厨房に住む「囚人友の会」の会員、のち事務局長。茶ネズミ。
ペニー
救助救援協会に助けを求めた7歳の少女。メデューサにさらわれ、悪魔の沼の洞穴に眠る世界一大きなダイヤモンド「悪魔の目」を探すために働かされていた。さらわれる前、両親欲しさからか孤児院を抜け出した経緯を持つ。両親がほしいという願いは、終盤で叶った。老猫のルーファスから、信じれば願いは叶うという事を教えられた為、希望を最後まで捨てなかった。ぬいぐるみのテディが親友。いつも優しく話しかけている。
オービル
ビアンカとバーナードが乗るアホウドリ航空のパイロット兼飛行機。名前は続編のウィルバーも併せて、飛行機を発明したライト兄弟に由来する。
マダム・メデューサ
派手好きでとても強欲な女性。悪魔の目を手に入れるためなら手段を選ばない。表向きは質屋。ブルータスとネロという二匹の巨大ワニを従えているが、ネズミだけは大の苦手。最後に黒焦げになったブルータスとネロに抗議される。
スヌープス
メデューサの相棒である小太りの男性。メデューサと同様、ブルータスとネロという二匹の巨大ワニを従えているが、臆病な所もあり、ドジで間抜けな上に、しょっちゅうヘマをして、メデューサに怒られている。最後にネズミたちが大量のロケット花火を飛ばしたせいでメデューサやスヌープスが住む建物の爆発に覆ったことで、服装がボロボロになった状態のまま船で脱出する事になる。
ルーファス
孤児院にいる老猫。最後にペニーに飼われる。
グランプス
ルークの友人の亀。
デッドアイ
ルークの友人のウサギ。
ディガー
ルークの友人のモグラ。
ディーコン
ルークの友人の梟。
ブルータスとネロ
メデューサやスヌープスに従えている巨大ワニ。ネズミたちが大量のロケット花火を飛ばしたせいでメデューサやスヌープスが住む建物の爆発に覆ってしまい、黒焦げになるが、最後はメデューサに抗議する事になる。

## キャスト
| 役名               | 原語版声優             | 日本語吹き替え | 日本語吹き替え |
| 役名               | 原語版声優             | 劇場公開版     | ソフト版       |
| ------------------ | ---------------------- | -------------- | -------------- |
| ビアンカ           | エヴァ・ガボール       | 新道乃里子     | 小原乃梨子     |
| バーナード         | ボブ・ニューハート     | 山田康雄       | 安原義人       |
| ペニー             | ミシェル・ステイシー   | 勝又愛         | 山下真実       |
| オービル           | ジム・ジョーダン       | 槐柳二         | 屋良有作       |
| メデューサ         | ジェラルディン・ペイジ | 里見京子       | 吉田理保子     |
| スヌープス         | ジョー・フリン         | 藤本譲         | 龍田直樹       |
| ルーファス         | ジョン・マッキンタイア | 雨森雅司       | 大木民夫       |
| ルーク             | パット・バットラム     | 斎藤隆         | 辻親八         |
| エリー・メイ       | ジャネット・ノーラン   | 麻生美代子     | 滝沢ロコ       |
| 会長               | バーナード・フォックス | 納谷悟朗       | 納谷悟朗       |
| グランプス         | ラリー・クレモンズ     | 八木光生       | 西村知道       |
| デッドアイ         | ジョージ・リンゼイ     | 宮内幸平       | 佐藤正治       |
| ディガー           | ダブ・テイラー         | たてかべ和也   | 中博史         |
| ディーコン         | ジョン・フィードラー   | 北村弘一       | 後藤哲夫       |
| テレビアナウンサー | ビル・マクミリアン     | 大木民夫       | 屋良有作       |
| 空港のアナウンス   | ？                     | 芝田清子       | 西村知道       |
| ドイツのネズミ     | ラス・バッツィ         |                |                |
| エビンルード       | ジム・マクドナルド     | 原語版流用     | 原語版流用     |
| ブルータス         | クラレンス・ナッシュ   | 原語版流用     | 原語版流用     |
| ネロ               | クラレンス・ナッシュ   | 原語版流用     | 原語版流用     |

- 劇場公開版：1981年公開。当時発売されたドラマ編LPレコードに、楽曲の訳と歌手を変更した上で一部音声が収録。
- ソフト版：2000年発売のVHSに初収録。Disney+などの各種VOD配信にも使用。

## スタッフ

### 映像制作
| 製作総指揮                                                           | ドン・B・テータム |
| 製作                                                                 | E・カードン・ウォーカー |
| 原作                                                                 | マージェリー・シャープ |
| 脚本                                                                 | ラリー・クレモンズ、ケン・アンダーソン、フランク・トーマス、ヴァンス・ジェリー、デイヴィッド・ミッチェナー、テッド・バーマン、フレッド・ラッキー、バーニー・マッティンソン、ディック・セバスト                                                        |
| 音楽                                                                 | アーティ・バトラー |
| ビアンカ担当作画監督                                                 | フランク・トーマス |
| バーナード、会長、ルーファス、猫、オービル、アルバトロス担当作画監督 | オリー・ジョンストン |
| ペニー、マダム・メデューサ、スヌープス、ブルータス、ネロ担当作画監督 | ミルト・カール |
| 作画監督                                                             | ドン・ブルース |
| 作画監督補佐                                                         | スタン・グリーン、デイル・オリヴァー、チャック・ウィリアムズ、ハリー・ヘスター、ウォルト・スタンチフィールド、デイヴ・サディング、リロイ・クロス |
| レイアウト                                                           | ジョー・ヘイル、ガイ・ディール、トム・レイ、シルヴィア・ローマー |
| ペニー、バーナード担当原画                                           | グレン・キーン |
| 原画                                                                 | ジョン・ポメロイ、クリフ・ノードバーグ、アンディ・ガスキル、ゲイリー・ゴールドマン、アート・スティーヴンズ、デイル・ベア、チャック・ハーヴィー、ロン・クレメンツ、ボブ・マクレイ ビル・ハジー、ディック・セバスト、ロン・ハズバンド、ハンク・タッカー |
| エフェクト原画                                                       | ジャック・バックリー、テッド・カーシー、ドース・A・ランファー、ジェームズ・L・ジョージ、ディック・ルーカス |
| 動画                                                                 | ランディ・カートライト、エド・ゴンベール、タッド・ストーンズ |
| 美術監督                                                             | ドン・グリフィス |
| 背景                                                                 | ジム・コールマン、アン・ガンザー、ダニエラ・ビエレッカ |
| ブルースケッチ                                                       | アレックス・マン |
| 色彩設計                                                             | アル・デンプスター |
| 撮影                                                                 | ボブ・ブロートン |
| 録音                                                                 | ハーブ・テイラー |
| 音楽編集                                                             | イヴリン・ケネディ |
| タイトル                                                             | エリック・ラーソン、メルヴィン・ショウ、バーニー・マッティンソン |
| 編集                                                                 | ジェームズ・メルトン、ジム・コフォード |
| 助監督                                                               | ジェフリー・C・パッチ、リチャード・リッチ |
| 制作担当                                                             | ドン・A・ダックウェル |
| アニメーション制作                                                   | ウォルト・ディズニー・プロダクション |
| プロデューサー                                                       | ウォルフガング・ライザーマン |
| エグゼクティブプロデューサー                                         | ロナルド・W・ミラー |
| 監督                                                                 | ウォルフガング・ライザーマン、ジョン・ラウンズベリー、アート・スティーヴンズ |
| 配給                                                                 | ブエナ・ビスタ・ホーム・エンターテイメント |

### 日本語版音声制作
劇場公開版
| 訳詞 | 若谷和子 |

ソフト版
| 演出         | 高橋剛                                      |
| 翻訳／訳詞   | 杉田朋子                                    |
| 音楽演出     | 近藤浩章（C・オーグメント）                 |
| ミキサー     | 高橋昭雄、荒井孝（オムニバス・ジャパン）    |
| 音楽ミキサー | 久連石由文（アオイスタジオ）                |
| 録音制作     | 東北新社                                    |
| 制作監修     | 岡本企美子                                  |
| 日本語版制作 | DISNEY CHARACTER VOICES INTERNATIONAL, INC. |

## 主題曲
| 使用箇所           | 曲名                                       | 作詞                                | 作曲                                | 歌手                                                                     |
| ------------------ | ------------------------------------------ | ----------------------------------- | ----------------------------------- | ------------------------------------------------------------------------ |
| オープニングテーマ | ジャーニー The Journey                     | キャロル・コナーズ エイン・ロビンズ | キャロル・コナーズ エイン・ロビンズ | シェルビー・フリント 小牧まり（劇場公開版吹替） 山崎陽子（ソフト版吹替） |
| エンディングテーマ | 明日を夢見て Tomorrow Is Another Day       | キャロル・コナーズ エイン・ロビンズ | キャロル・コナーズ エイン・ロビンズ | シェルビー・フリント 小牧まり（劇場公開版吹替） 山崎陽子（ソフト版吹替） |
| 挿入歌             | 救助救援協会 Rescue Aid Society            | キャロル・コナーズ エイン・ロビンズ | キャロル・コナーズ エイン・ロビンズ | ボブ・ニューハート バーナード・フォックス ロビー・レスター               |
| 挿入歌             | 誰かが待っている Someone's Waiting For You | サミー・フェイン                    | キャロル・コナーズ エイン・ロビンズ | シェルビー・フリント 小牧まり（劇場公開版吹替） 山崎陽子（ソフト版吹替） |

## ソフト化

### アメリカでのソフト回収
1999年1月8日、アメリカのウォルト・ディズニー・カンパニーは映画の背景に不快な画像があるとして約340万本のソフトの回収を発表した。
問題となったのは、映画のフィルム全体の11万コマに、2コマだけ表示されるトップレスの女性の画像だった。ビアンカとバーナードがオービルに乗ってニューヨークの街を飛行中、建物の窓に2コマ表示される。再生速度の問題で通常は見えなかったのだが、ビデオソフトが発売されコマ送りができるようになったため発覚した。(1988年の映画『ロジャー・ラビット』でも似た事態が起こっている。)
以後は該当のシーンを修整したバージョンが発売されている。